# Smiljan Pavič
Smiljan Pavič, né le 5 février 1980, à Slovenj Gradec, en République socialiste de Slovénie, est un joueur slovène de basket-ball. Il évolue au poste de pivot.

## Palmarès
- Champion de Slovénie 2004, 2005, 2007, 2010, 2011, 2012, 2013, 2014
- Coupe de Slovénie 2005, 2007, 2014
- EuroChallenge 2011
- MVP du Champion de Slovénie 2011
- Champion d'Europe -20 ans 2000